# Futaleufú
Futaleufú est une commune du Chili située dans la Palena, elle-même rattachée à la région des Lacs.

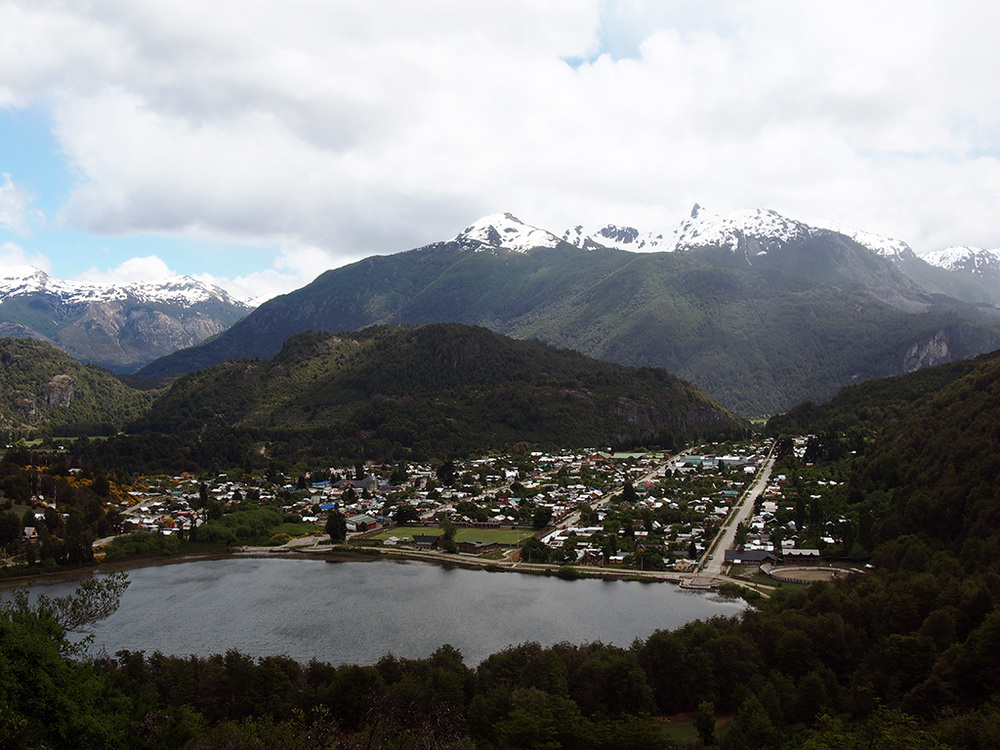
La ville de Futaleufu et Laguna Espejo au pied de la Sierra Teta

## Géographie

### Situation
La commune de Futaleufú est située en Patagonie dans le sud du Chili et dans la cordillère des Andes. Elle est bordée à l'est par la frontière avec l'Argentine. Futaleufú se trouve à 1 089 km à vol d'oiseau au sud de la capitale Santiago et à 210 km au sud de Puerto Montt, capitale de la Région des Lacs.

### Démographie
En 2012, la population de la commune de Futaleufú s'élevait à 2 297 habitants. La superficie de la commune est de 1 280 km2 (densité de 2 hab./km2).

Position de Futaleufú (en rouge) au sein de la Région des Lacs.